# Potyczka pod Żarnowcem
Potyczka pod Żarnowcem – potyczka powstania styczniowego stoczona 20 lutego 1863 roku w okolicach wsi Żarnowiec. Walka toczyła się między oddziałkiem powstańczym pod dowództwem płk. Józefa Śmiechowskiego, a placówkami rosyjskimi. Starcie zakończyło się zwycięstwem powstańców.
Od końca stycznia 1863 roku w Ojcowie istniał powstańczy obóz pod dowództwem Apolinarego Kurowskiego. Rosjanie postanowili otoczyć i zniszczyć Polaków. 16 lutego z Miechowa ruszyła silna kolumna wojsk rosyjskich w kierunku Michałowic, aby odciąć powstańców od granicy austriackiej. Kurowski rozdzielił swój oddział. Kilkuset słabo uzbrojonych powstańców pod dowództwem Ignacego Dobrskiego wysłał do Wielkiej Wsi. Oddział ten znalazł się na drodze marszu kolumny rosyjskiej. Główne siły Kurowskiego uderzyły natomiast na Miechów i poniosły tam klęskę. Oddział Dobrskiego przenocował w Wielkiej Wsi, a następnie pośpiesznie wycofał się do Olkusza, gdzie dotarli w nocy. 18 lutego 1863 powstańcy dowiedzieli się o klęsce pod Miechowem. Dołączyli do nich rozbitkowie spod Miechowa. Całość licząca teraz około 500 ludzi (Zieliński podaje, że oddział ten liczył 200 ludzi) ruszyła przez Wolbrom w kierunku północno-wschodnim, wychodząc akurat na rosyjską kolumnę idącą spod Częstochowy. Pierwotny dowódca Ignacy Dobrski stwierdził, że już wszystko stracone i opuścił oddział. Podobnie zrobił jego następca Nikiforow. Dowództwo nad oddziałem przejął Józef Antoni Nowak (były szeregowy 8 pułku kirasjerów austriackich). Nowak nie zrażając się trudnym położeniem, pognał forsownym marszem swoich ludzi dalej bezdrożami. 20 lutego dowiedziano się, że w Radkowie stoi oddział Antoniego Jeziorańskiego. Między nimi a Radkowem, koło Żarnowca stali Rosjanie. Miłosz Starzyński na ochotnika pojechał zawiadomić Jeziorańskiego o trudnym położeniu jego towarzyszy. Jeziorański wysłał 60 jazdy do Nowaka, oraz 400 piechoty Józefa Śmiechowskiego do Żarnowca. Pod Żarnowcem doszło do starcia z posterunkami rosyjskimi. Doszło tutaj do krótkiej wymiany strzałów, po czym Rosjanie wycofali się. Odblokowano w ten sposób drogę i resztki oddziału spod Ojcowa połączyły się z Jeziorańskim. Jeziorański złączył się natomiast z oddziałem Mariana Langiewicza i wspólnie stoczyli 24 lutego bitwę pod Małogoszczem.